# Real Girl (singolo)
Real Girl è un singolo della cantante pop britannica Mutya Buena, pubblicato il 22 giugno 2007 per l'etichetta discografica Island.
Primo singolo come solista, dopo aver fatto parte del noto gruppo pop Sugababes e in seguito a una collaborazione con George Michael per il singolo This Is Not Real Love, è stato scritto da Lenny Kravitz, Niara Scarlett, Matt Ward e Dean Gillard. È stato prodotto da Ward e Gillard per l'album di debutto della cantante, l'omonimo Real Girl, di cui è il singolo principale. Il brano è basato su un campionamento di It Ain't Over 'til It's Over di Lenny Kravitz. Ha raggiunto la seconda posizione nella classifica britannica dei singoli, riscuotendo comunque un buon successo in tutta Europa. Il brano è stato nominato per i Brit Awards 2008.

## Tracce
CD-Maxi (Island 06025 1736820 (UMG) / EAN 0602517368200)
1. Real Girl - 3:29
2. Real Girl (Moto Blanco Vocal) - 7:48
3. Real Girl (Primary Is Real Girls In Another World Edition)	- 7:12
4. Real Girl (Duncan Powell Remix (edited)) - 5:15

- Extras: Real Girl (Video)

CD-Single (Island 06025 1736431 (UMG) / EAN 0602517364318)
1. Real Girl — 3:30
2. Naive (Acoustic) — 3:07

## Il video
Il video è stato trasmesso per la prima volta il 3 aprile 2007. Il video comincia con la cantante sdraiata su un letto, mentre scrive su quello che sembra un album di foto. All'inizio la si vede con le ex compagne delle Sugababes. Una delle foto prende vita, e la scena si sposta nella foto. In questa scena la cantante si diverte con gli amici e il fidanzato, Jay, (che compare nel video, insieme alla sorella della cantante Dalisay). In seguito la scena si sposta per mostrare altri momenti in cui Buena ha scattato delle fotografie. Il video termina su una sequenza in cui Buena, vestita di nero, esegue il brano, mentre intorno a lei diverse persone ballano.

## Classifiche
| Classifica (2007) | Posizione raggiunta |
| ----------------- | ------------------- |
| Austria           | 46                  |
| Belgio (Fiandre)  | 3                   |
| Belgio (Vallonia) | 12                  |
| Danimarca         | 38                  |
| Finlandia         | 6                   |
| Germania          | 40                  |
| Irlanda           | 25                  |
| Italia            | 18                  |
| Paesi Bassi       | 9                   |
| Regno Unito       | 2                   |
| Romania           | 83                  |
| Svizzera          | 53                  |